# Університет штату Огайо
Університет штату Огайо (англ. Ohio State University) — державний дослідний університет, розташований в місті Колумбус, штат Огайо. Третій за величиною університет США, після Університету штату Аризона і Університету Центральної Флориди.

## Історія
Навчальний заклад було засновано 1870 року на підставі Закону Моррілла 1862 року як сільськогосподарський технічний коледж. Будівля була спочатку розташоване в сільській громаді, розташованої на північній околиці Колумбуса. Хоча очікувалося, що ВНЗ буде сфокусований на навчанні дисциплін, пов'язаних з аграрним сектором, зусиллями губернатора Резерфорда Хейза заклад став університетом, і 17 вересня 1873 вже в новому статусі до вишу прийняті перші 24 студенти. У 1878 році відбувся перший випуск, що складається з шістьох чоловіків, перша жінка закінчила університет в наступному році. У 1878 році отримав остаточне найменування — «The Ohio State University» (з артиклем «The» в офіційній назві).
У 1880 році відкрита аспірантура. У 1891 році була заснована юридична школа — юридичний коледж Моріца. Пізніше були засновані коледжі медицини, стоматології, оптометрії, ветеринарії, торгівлі та журналістики.
Хоча розвиток було ускладнено в 1870-ті роки конкуренцією з Університетом Маямі, все ж проблеми були зрештою вирішені. У 1916 році університет став членом Асоціації американських університетів.

### Відносини з Україною
У 2009 році Міністерство юстиції України уклало договір про співпрацю з університетом щодо розвитку законотворчої політики України: вдосконалення процесів законопроєктної та нормотворчої діяльності в Україні. Також у 2011 році в рамках проєкту Агентства США з міжнародного розвитку між Апаратом Верховної Ради України та університетом було підписано Протокол про співпрацю з реалізації програми сприяння парламенту у розвитку законотворчої політики.